# Isverna, Mehedinți
Isverna este satul de reședință al comunei cu același nume din județul Mehedinți, Oltenia, România. Zona este plină de legende, iar cea care a atras cele mai multe priviri, este legenda care înconjoară peștera de la Isverna. Se spune că în peștera de la Isverna este ascunsă o comoară. Mai precis, tezaurul Serbiei, îngropat în secolul XIX de către prințul Milan Obrenovici, după ce fratele său Mihai a pus mâna pe tron.  De-a lungul timpului, mulți au încercat să exploreze peștera de la Isverna, însă doar într-o mică parte. Mulți au murit încercând să găsească comoara ascunsă în peșteră.  Anual, mii de turiști vizitează peștera de la Isverna, iar lângă peșteră, zeci de rulote se strâng vara. .

## Personalități
- Tudor Dumitru (1908 - 1982), istoric și arheolog român.[1]
- Petrică Mîțu Stoian (1960 - 2021), cântăreț de muzică populară[2]
- Domnica Trop (n. 1938), cântăreață de muzică populară

## Vezi și
- Biserica de lemn din Isverna